# صموئيل تي. مونتاغيو
صموئيل تي. مونتاغيو هو سياسي أمريكي، ولد في 12 يناير 1868 في مقاطعة ميديلسكس في الولايات المتحدة، وتوفي في 13 سبتمبر 1939 في بورتسموث في الولايات المتحدة. نشط حزبياً في الحزب الديمقراطي. وقد انتخب عضو مجلس ولاية فرجينيا ‏.